# Matteo Priamo
Matteo Priamo (Castelfranco Veneto, 20 de març de 1982), va ser un ciclista italià que fou professional de 2006 a 2008. El seu èxit més important fou la victòria al Giro d'Itàlia de 2008.
El 2009, el TAS el va suspendre durant quatre anys per subministrar EPO al seu company Emanuele Sella.

## Palmarès
- 2005
  - 1r al Gran Premi de Poggiana
  - 1r al Trofeu Gianfranco Bianchin
  - 1r al Gran Premi Ciutat de Felino
- 2007
  - Vencedor d'una etapa al Circuit de Lorena
- 2008
  - Vencedor d'una etapa al Giro d'Itàlia
  - Vencedor de 2 etapes a la Volta a Turquia

### Resultats al Giro d'Itàlia
- 2008. 120è de la classificació general. Vencedor d'una etapa